# Kroppsmålning

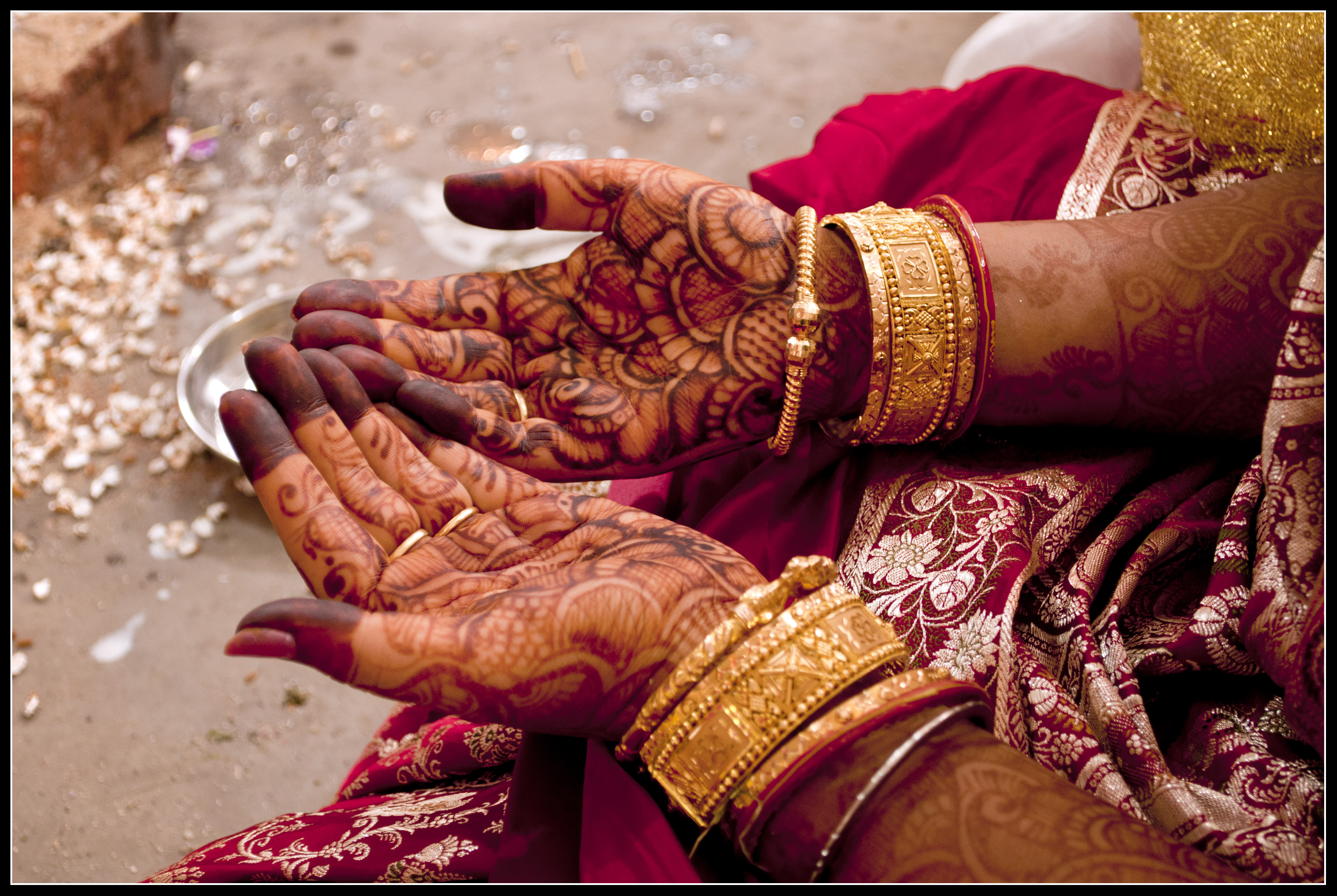
Hennamålning på händer.

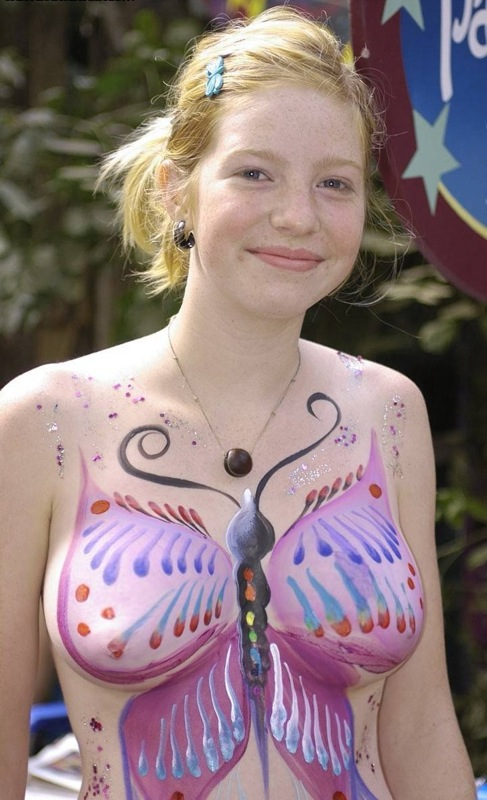
Kroppsbemålning.

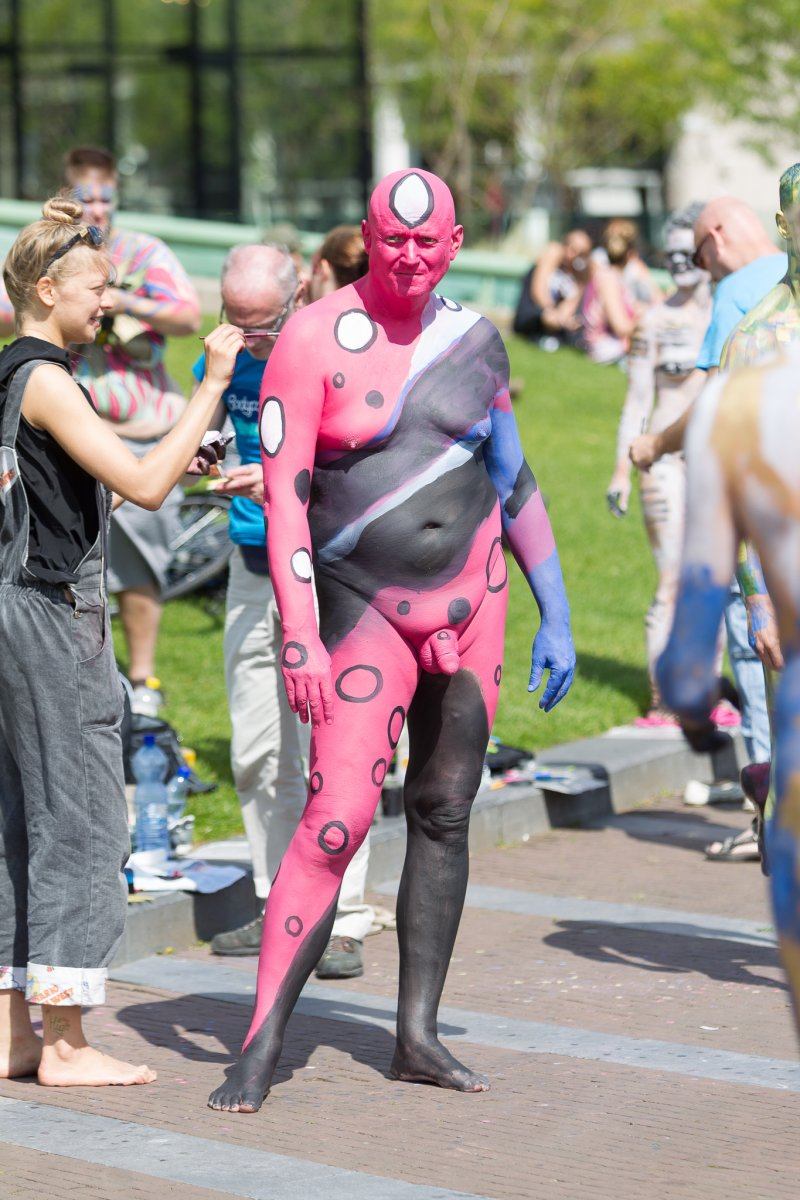
Kroppsmålning av manlig nakenmodell i Amsterdam 2016

Kroppsmålning är en målning gjord direkt på kroppen. Det kan röra sig om allt från krigsmålningar och rituella kroppsmålningar till ett par målade jeans på en fotomodell. Kroppsmålning är vanligt inom traditionella, icke-europeiska kulturer.

## Användning
Kroppsmålning är, tillsammans med sminkning, den vanligaste formen av icke-permanent kroppssmyckning. Inom många traditionella, icke-europeiska kulturer används kroppsmålning som ett sätt att manifestera ett firande av något, skönhet, social tillhörighet eller ens egen individuella stil. I modern europeisk kultur, där man ofta bär mer eller mindre heltäckande klädsel, syns kroppsmålning mer sparsamt.